# Łękawica (Tarnów)
Pour les articles homonymes, voir Łękawica.
Łękawica est une localité polonaise de la gmina de Skrzyszów, située dans le powiat de Tarnów en voïvodie de Petite-Pologne.